# لی چه اون
لی چه اون (کره‌ای: 이채은؛ زادهٔ ۱۳ اوت ۲۰۰۴) بازیگر اهل کره جنوبی است. او به خاطر ایفای نقش در مجموعه‌های تلویزیونی شاهزاده بزرگ و ما همه مرده‌ایم شناخته می‌شود. او همچنین در فیلم‌های کارآگاه کی: راز جزیره گم‌شده و آخرین شاهزاده خانم نیز حضور پیدا کرده است.